# Tiedonantaja
Tiedonantaja (La Déclaration en français) est un journal hebdomadaire finlandais publié par l'actuel Parti communiste de Finlande. Tiedonantaja a été fondé en 1968 par la faction minoritaire taistoist (pro soviétique) du Parti communiste de Finlande historique, qui était devenu eurocommuniste. Il l'est resté jusqu'à l'expulsion de cette minorité du parti. Au milieu des années 1980, le journal fut l'organe du front électoral Alternative Démocratique.
Tiedonantaja a d'abord été publié illégalement par la section communiste de la région de Uusimaa. Il a ensuite été diffusé nationalement lorsque les autres factions taistoists se sont ralliées. Le journal est alors devenu hebdomadaire. En 1972, il est passé à deux diffusions par semaine et en 1973 à quatre. Mais la diffusion est revenue à son format hebdomadaire en 1990.
Dans les années 1970, Tiedonantaja était diffusé à près de 30 000 exemplaires, contre 6 000 aujourd'hui. Plus de 50 000 personnes envoyaient leurs vœux pour le 1er mai et le jour de l'an, qui étaient alors publiés dans une édition spéciale.